# Ягодная (гора, Приморский край)
Малахай, или Ягодная — гора в Приморье, ранее в Приморской области Северно-Уссурийского края, на западном берегу Татарского пролива, который отделяет остров Сахалин от материка Азии и соединяет Север Восточно-Корейского моря с Охотским.
Малахай (Ягодная), высотой 685 метров с остроконечной вершиной возвышается в пяти километрах к востоку от горы Барос. В двух километрах к востоку-юго-востоку от горы Малахай расположена остроконечная гора высотой 605 метров. Малахай (Ягодная) находится близ верховья речки Барнашевой, которая находится в северо-восточная части горной системы Сихотэ-Алинь. Вершина достигает высоты 685 метров. Гора Малахай возвышаются в 4,5 мили к западу от мыса Гладкий.